# Diego Ferraresso
Diego Gustavo Ferraresso Scheda (bułg. Диего Густаво Фераресо Шкеда, ur. 21 maja 1992 w Arujá) – brazylijski piłkarz występujący na pozycji obrońcy w Botewie Wraca.

## Kariera klubowa
W wieku 16 lat został wypatrzony przez skauta na amatorskim turnieju w Serra Negra i dołączył do akademii Liteksu Łowecz. W sezonie 2008/09 rozpoczął występy w drużynie seniorów i zadebiutował w A PFG. Latem 2010 roku odszedł z zespołu i przez 11 miesięcy pozostawał bez klubu. Odbył w tym czasie testy m.in. w AA Ponte Preta i Associação Portuguesa de Desportos. Wiosną 2011 roku został piłkarzem drugoligowego Czawdara Etropole. Następnie grał w Łokomotiwie Płowdiw oraz Sławii Sofia.

## Kariera reprezentacyjna
W 2012 roku był powoływany przez Michaiła Madanskiego na zgrupowania kadry Bułgarii U-21. W październiku 2013 roku otrzymał bułgarski paszport.

## Statystyki
(aktualne na dzień 14 marca 2023)
| Klub               | Sezon              | Liga               | Liga  | Liga   | Puchar kraju | Puchar kraju | Suma  | Suma   |
| Klub               | Sezon              | Liga               | Mecze | Bramki | Mecze        | Bramki       | Mecze | Bramki |
| ------------------ | ------------------ | ------------------ | ----- | ------ | ------------ | ------------ | ----- | ------ |
| Liteks Łowecz      | 2008/09            | A PFG              | 4     | 5      | –            | –            | 4     | 5      |
| Liteks Łowecz      | 2009/10            | A PFG              | 9     | 0      | –            | –            | 9     | 0      |
| Liteks Łowecz      | Ogólnie            | Ogólnie            | 13    | 5      | 0            | 0            | 13    | 5      |
| Czawdar Etropole   | 2010/11            | B PFG              | 11    | 0      | –            | –            | 11    | 0      |
| Czawdar Etropole   | 2011/12            | B PFG              | 25    | 6      | –            | –            | 25    | 6      |
| Czawdar Etropole   | Ogólnie            | Ogólnie            | 36    | 6      | 0            | 0            | 36    | 6      |
| Łokomotiw Płowdiw  | 2012/13            | A PFG              | 25    | 2      | –            | –            | 25    | 2      |
| Łokomotiw Płowdiw  | 2013/14            | A PFG              | 35    | 1      | 7            | 0            | 42    | 1      |
| Łokomotiw Płowdiw  | Ogólnie            | Ogólnie            | 60    | 3      | 7            | 0            | 67    | 3      |
| Sławia Sofia       | 2014/15            | A PFG              | 25    | 0      | 3            | 0            | 28    | 0      |
| Sławia Sofia       | 2015/16            | A PFG              | 23    | 0      | 0            | 0            | 23    | 0      |
| Sławia Sofia       | Ogólnie            | Ogólnie            | 48    | 0      | 3            | 0            | 51    | 0      |
| Cracovia           | 2016/17            | Ekstraklasa        | 12    | 0      | 1            | 0            | 13    | 0      |
| Cracovia           | 2017/18            | Ekstraklasa        | 17    | 0      | 0            | 0            | 17    | 0      |
| Cracovia           | 2018/19            | Ekstraklasa        | 24    | 0      | 1            | 0            | 25    | 0      |
| Cracovia           | 2019/20            | Ekstraklasa        | 11    | 1      | 3            | 0            | 14    | 1      |
| Cracovia           | 2020/21            | Ekstraklasa        | 8     | 0      | 3            | 0            | 11    | 0      |
| Cracovia           | Ogólnie            | Ogólnie            | 72    | 1      | 8            | 0            | 80    | 1      |
| Botew Wraca        | 2021/22            | Pyrwa Liga         | 18    | 1      | 0            | 0            | 18    | 1      |
| Botew Wraca        | 2022/23            | Pyrwa Liga         | 22    | 0      | 1            | 0            | 23    | 0      |
| Botew Wraca        | Ogólnie            | Ogólnie            | 40    | 1      | 1            | 0            | 42    | 1      |
| Ogólnie w karierze | Ogólnie w karierze | Ogólnie w karierze | 269   | 16     | 19           | 0            | 295   | 16     |

## Sukcesy
Liteks Łowecz
- mistrzostwo Bułgarii: 2009/10
- Puchar Bułgarii: 2008/09

Cracovia
- Puchar Polski: 201920
- Superpuchar Polski: 2020